# Савельев, Дмитрий Иванович
Дми́трий Ива́нович Саве́льев (род. 25 мая 1971, Новосибирск, Новосибирская область, РСФСР, СССР) — российский политический деятель. Депутат Государственной Думы VI, VII и VIII созывов. Член Комитета Государственной Думы по безопасности и противодействию коррупции. Член фракции «Единая Россия». Из-за поддержки вторжения России в Украину находится под санкциями 27 стран ЕС, Великобритании, США и ряда других стран.

## Биография
В 2001 году получил высшее образование по специальности «финансы и кредит» в Новосибирской государственной академии экономики и управления. В 2009 году получил второе высшее образование по специальности «юриспруденция» в Сибирской академии государственной службы. В 2012 году прошёл переподготовку по специальности «государственное и муниципальное управление» в Российской академии народного хозяйства и государственной службы при президенте РФ.
После получения высшего образования вёл предпринимательскую деятельность. С 2002 до 2008 года работал в ООО «Фундаментстрой» в должности директора. С 2008 по 2009 год работал руководителем ООО «Стройиндустрия». В 2008 году вступил в члены Либерально-демократической партии России. С 2009 по 2013 год возглавлял Кемеровское региональное отделение ЛДПР. С 2010 по 2011 год работал помощником депутата Госдумы от ЛДПР Аркадия Свистунова.
В декабре 2011 года баллотировался в Госдуму по спискам партии ЛДПР, по результатам распределения мандатов стал депутатом Государственной думы VI созыва.
В сентябре 2016 года был выдвинут кандидатом в депутаты Госдумы по спискам ЛДПР, по итогам выборов избран депутатом Государственной думы VII созыва.
В ноябре 2020 года Дмитрий Савельев покинул ряды ЛДПР, в связи с планами в 2021 году принять участие в праймериз «Единой России» с последующим выдвижением в Госдуму от этой партии.
В декабре 2022 года депутат заявил, что им принято решение присоединиться к добровольческому батальону «Вега». Вместе с батальоном отправился из Новосибирска, однако в Чанах тайно сошёл с поезда, доехал на автомобиле до Омска, и уже из омского аэропорта отправился в столицу.

## Политическая деятельность
Входит в состав Комиссий Государственной Думы:
- по расследованию фактов вмешательства иностранных государств во внутренние дела России;
- по рассмотрению расходов федерального бюджета, направленных на обеспечение национальной обороны, национальной безопасности и правоохранительной деятельности[11].

## Награды
- Благодарность Правительства Российской Федерации (20 августа 2015 года) — за заслуги в законотворческой деятельности и многолетний добросовестный труд[12].
- Золотой орден «Друг Азербайджана» (2017 год, международный журнал «Мой Азербайджан»)[13].
- Юбилейная медаль «МПА СНГ. 25 лет» (12 апреля 2018 года) — за заслуги в деле развития и укрепления парламентаризма, за вклад в развитие и совершенствование правовых основ функционирования Содружества Независимых Государств, укрепление международных связей и межпарламентского сотрудничества[14].

## Санкции
23 февраля 2022 года внесён в санкционные списки стран Евросоюза за действия и политику, которые подрывают территориальную целостность, суверенитет и независимость Украины и еще больше дестабилизируют Украину.
24 февраля 2022 года включён в санкционный список Канады «близких соратников режима» за голосование о признании независимости «так называемых республик в Донецке и Луганске».
24 марта 2022 года, на фоне вторжения России на Украину, включён в санкционный список США за «соучастие в войне Путина» и «поддержку усилий Кремля по вторжению в Украину», Госдеп США заявил что депутаты Госдумы используют свои полномочия для преследования инакомыслящих и политических оппонентов, нарушают свободу информации, ограничивают права человека и основные свободы граждан России.
По аналогичным основаниям с 25 февраля 2022 года находится под санкциями Швейцарии. С 26 февраля 2022 года под санкциями Австралии. С 11 марта 2022 года под санкциями Великобритании. С 18 марта 2022 года под санкциями Новой Зеландии. С 12 апреля 2022 под персональными санкциями Японии. Указом президента Украины Владимира Зеленского с 7 сентября 2022 года под санкциями Украины.